# Lantis
Lantis Co., Ltd (株式会社ランティス Kabushiki-gaisha Rantisu?) es una compañía japonesa que se especializa en el mercadeo de música y softwares para músicos japoneses, bandas sonora de animes y banda sonora de videojuegos. Se estableció el 26 de noviembre de 1999, y en mayo de 2006 fue comprado, y se convirtió en una filial de Bandai Visual. Actualmente es una filial de Namco Bandai.

## Artistas
- Ai Shimizu
- Aira Yūki
- Aki Misato
- ALI PROJECT
- Aso Natsuko
- Aya Hirano
- Ceui
- CooRie
- Daisuke Ono
- Eri Kitamura
- Eufonius
- Faylan
- G.Addict
- Granrodeo
- Hashimoto Miyuki
- Hekiru Shiina
- Hironobu Kageyama
- JAM Project
- Kazutomi Yamamoto
- Kenichi Suzumura
- Kukui
- Larval stage planning
  - Airi Kirishima
  - Nami Maisaki
  - Rin Asami
- LAZY
- Little Non
- Mai Nakahara
- Masaaki Endou
- Masumi Itō
- Meg Rock
- Megumi Ogata
- Milktub
- Minami Kuribayashi
- Minori Chihara
- MOSAIC.WAV
- Oldcodex
- Oranges & Lemons
- Rey
- Riryka
- Ryoko Shintani
- Sakura Nogawa
- Saori Atsumi
- Sena
- Shuuhei Kita
- SKE48
- Suara
- Tatsuhisa Suzuki
- Toshiyuki Morikawa
- Yousei Teikoku
- Yozuca*
- Yūmao
- Yuko Goto
- YURIA

## Producciones
1999
- 宇宙海賊ミトの大冒険
- 宇宙海賊ミトの大冒険2人の女王様

2000
- Shin Getter Robo
- Angel Sanctuary

2001
- Angel's Tails (おとぎストーリー 天使のしっぽ, Otogi Story Tenshi no Shippo)
- Galaxy Angel (ギャラクシーエンジェル)
- Crush Gear Turbo (激闘!クラッシュギアTURBO Gekito! Crush Gear Turbo)
- Gals! (ぎゃるず)
- Figure 17 Tsubasa & Hikaru (フィギュア17つばさ＆ヒカル)
- Mazinkaiser (マジンカイザー, Majinkaizā)
- Magical Nyan Nyan Taruto (魔法少女猫たると, Majikaru Nyan Nyan Taruto)
- よばれてとびでて!アクビちゃん

2002
- アーケードゲーマーふぶき
- Azumanga Daioh (あずまんが大王, azumanga daiō)
- Onegai Teacher (おねがい☆ティーチャー, Onegai Tīchā)
- Cosplay Complex (こすぷれ, COMPLEX)
- Gravion (超重神グラヴィオン, Choujuushin Gravion)
- Haibane Renmei (灰羽連盟, Haibane Renmei)
- Heat Guy J (ヒートガイジェイ, Hīto Gai Jei)
- PitaTen (ぴたテン, Pita-Ten)

2003
- Ikkitōsen (一騎当千, Ikkitōsen)
- Onegai Twins (おねがい☆ツインズ)
- Chrono Crusade (クロノクルセイド)
- Kimi ga Nozomu Eien (君が望む永遠, Kimi ga Nozomu Eien)
- Cromartie High School (魁!!クロマティ高校, Sakigake!! Kuromati Kōkō)
- Machine Robo Rescue (出撃！マシンロボレスキュー)
- Angel's Tails OVA (おとぎストーリー 天使のしっぽ, Otogi Story Tenshi no Shippo)
- Scrapped Princess (スクラップド・プリンセス, Sukurappudo Purinsesu)
- Saint Beast (セイント・ビースト)
- D. C. – Da Capo (D.C. ～ダ・カーポ～, D.C. da kāpo)
- Nanaka 6/17 (ななか６／１７, Nanaka Jūnana-bun no Roku)
- Narue no Sekai (成恵の世界)
- Popotan (ぽぽたん, Popotan)

2004
- Girls Bravo (ガールズブラボー, Girls Bravo)
- Genshiken (げんしけん)
- Kujibiki Unbalance (くじびきアンバランス)
- Koi Kaze (恋風)
- DearS (ディアーズ, Diazu)
- Panda-Z: The Robonimation (パンダーゼット THE ROBONIMATION, Pandā Zetto Za Robonimēshon)
- Daphne in the Brilliant Blue (光と水のダフネ, Hikari to Mizu no Dafune)
- Futakoi (双恋, Futakoi)
- My-HiME (舞-HiME, Mai-HiME)
- Midoris Days (美鳥の日々, Midori no Hibi)

2005
- Immortal Grand Prix
- Shuffle!
- Super Robot Wars Original Generation: The Animation (スーパーロボット大戦ORIGINAL GENERATION THE ANIMATION, Sūpā Robotto Taisen Orijinaru Jenerēshon Za Animēshon)
- Suki na Mono wa Suki Dakara Shōganai! (好きなものは好きだからしょうがない!, Suki na Mono wa Suki Dakara Shōganai!)
- Noein – to your other self (ノエイン もうひとりの君へ, Noein – Mou hitori no kimi e)
- Futakoi Alternative (フタコイ オルタナティブ, Futakoi Orutanatibu)
- Mai-Otome (舞-乙HiME)
- Raimuiro Senkitan (らいむいろ戦奇譚)

2006
- Asatte no Houkou (あさっての方向。)
- Utawarerumono (うたわれるもの)
- Strawberry Panic! (ストロベリー・パニック!, Sutoroberī Panikku!)
- Suzumiya Haruhi no Yūutsu (涼宮ハルヒの憂鬱)
- Tactical Roar (タクティカルロア, Takutikaru Roa)
- Magikano (マジカノ, Majikano)
- Lovedol 〜Lovely Idol〜 (らぶドル, Rabudoru)
- Renkin 3-kyū: Magical? Pokān (錬金3級 まじかる？ぽか～ん, Renkin 3-kyū Majikaru ? Pokān)

2007
- Idolmaster: Xenoglossia (アイドルマスター XENOGLOSSIA, Aidorumasutā: XENOGLOSSIA)
- Princess Resurrection (怪物王女, Kaibutsu Ōjo)
- Kamichama Karin (かみちゃまかりん)
- KimiKiss (キミキス, KimiKisu)
- Kodomo no Jikan (こどものじかん)
- School Days (スクールデイズ, Sukūru Deizu)
- Hidamari Sketch (ひだまりスケッチ)
- Potemayo (ぽてまよ, Potemayo)
- MOETAN (もえたん)

2008
- Kimi ga Aruji de Shitsuji ga Ore de (君が主で執事が俺で)
- Kyōran Kazoku Nikki (狂乱家族日記)
- Shigofumi: Letters from the Departed (シゴフミ ～Stories of Last Letter～)
- true tears (トゥルーティアーズ, Turū Tiāzu)

2010
- Otome Yōkai Zakuro (おとめ妖怪 ざくろ)

### Juegos
1999
- Gran Turismo 2

2000
- Moonlight Lady (顔のない月, Kao no nai tsuki)
- G-Saviour

2001
- Kimi ga Nozomu Eien (君が望む永遠, Kimi ga Nozomu Eien)
- Green Green (グリーングリーン, Gurīn Gurīn)
- Sister Princess (シスター・プリンセス, Shisutaa Purinsesu)
- Super Robot Wars Alpha Gaiden (スーパーロボット大戦α外伝, Sūpā Robotto Taisen Arufa Gaiden)

2002
- Mobile Suit Gundam: Lost War Chronicles
- Da Capo (D.C. ～ダ・カーポ～, D.C. da kāpo)

2003
- Orange Pocket (オレンジポケット, Orenji Poketto)
- Tokyo Xtreme Racer 3
- 2nd Super Robot Wars Alpha (第2次スーパーロボット大戦α, Dai-Ni-Ji Sūpā Robotto Taisen Arufa)
- Popotan (ぽぽたん)
- Muv-Luv (マブラヴ, Maburavu)
- Maple Colors (メイプルカラーズ, Maple Colors Kessen ha Gakuen Matsuri)

2004
- Shuffle! (シャッフル！, Shuffle!)
- Super Robot Wars MX (スーパーロボット大戦MX, Sūpā Robotto Taisen Emu Ekkusu)
- Final Approach (Φなる・あぷろーち, Fuainaru Apurōchi)
- Futakoi (双恋)
- Majipuri -Wonder Cradle- (まじぷり -Wonder Cradle-)
- Monochrome

2005
- Akiiro Renka (秋色恋華)
- Super Robot Wars Alpha 3: To the End of the Galaxy (第3次スーパーロボット大戦α 終焉の銀河へ, Dai-San-Ji Sūpā Robotto Taisen Arufa: Shūen no Ginga he)
- School Days (スクールデイズ, Sukūru Deizu)
- Futakoi Alternative (フタコイ オルタナティブ, Futakoi Orutanatibu)
- My-HiME (舞-HiME, Mai-HiME)

2006
- Summer Days (サマーデイズ)
- Strawberry Panic! GIRLS' SCHOOL IN FULLBLOOM
- D.C. II ～Da Capo II～ (D.C.II ～ダ・カーポII～)

2007
- Super Robot Wars OG: Original Generations (スーパーロボット大戦OG オリジナルジェネレーションズ, Sūpā Robotto Taisen Ōjī Orijinaru Jenerēshonzu)